# Civitella Alfedena
Civitella Alfedena là một đô thị thuộc tỉnh L'Aquila trong vùng Abruzzo Ý. Đô thị này có diện tích 29 km², dân số 310 người. Các đô thị giáp ranh gồm: Barrea, Opi, Scanno, Settefrati (FR), Villetta Barrea